# Cap de sèrie
Cap de sèrie és el nom que rep en diferents competicions esportives aquell participant que és considerat com un dels millors competidors i, per tant, obté certs beneficis, principalment durant el disseny del torneig.
En general, els beneficis dels caps de sèrie impliquen que en sistemes d'eliminació directa, es puguin classificar directament a algunes rondes més avançades del torneig i que estiguin situats al quadre del torneig de manera que només puguin enfrontar-se entre ells en algunes de les rondes finals. Quan es realitzen sistemes de grups, els caps de sèrie són col·locats en diferents grups per tal de no trobar-se els rivals més difícils en les primeres rondes. El disseny de les rondes següents, tot i que depèn dels resultats de cada grup, està pensat de manera que els caps de sèrie es classifiquin fàcilment i així no s'enfrontin immediatament.
Per definir els caps de sèrie, els organitzadors dels torneigs utilitzen diversos criteris, generalment els resultats en torneigs anteriors o sistemes de classificació d'importància, com el rànquing ATP al tennis o la classificació mundial de la FIFA per al futbol.
En alguns casos, dos equips de gran prestigi poden no ser caps de sèrie, de manera que s'enfrontin al començament del torneig. Aquest tipus de successos genera, per exemple, els anomenats grups de la mort en els torneigs grupals.